# Maria Strick

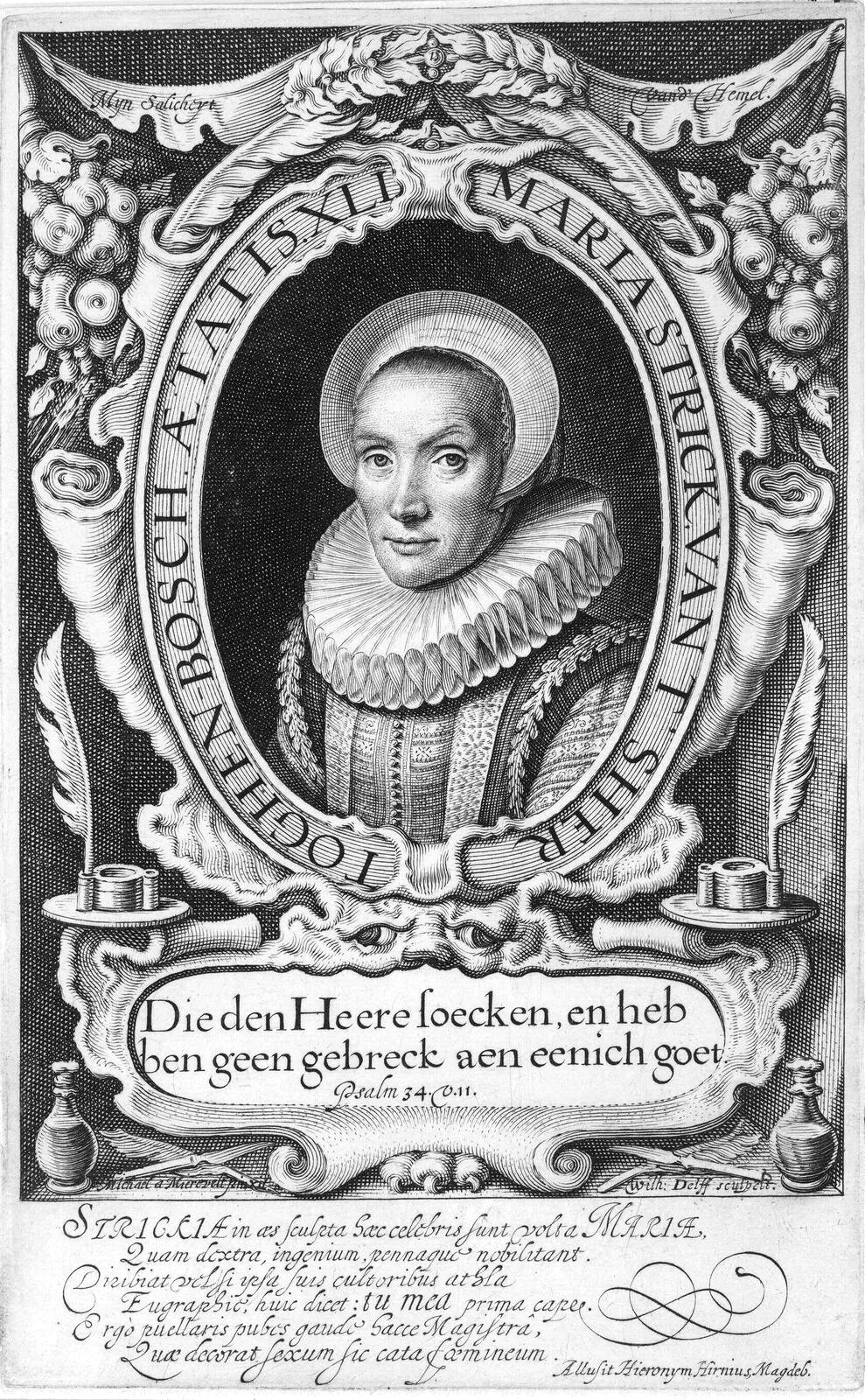
Maria Strick, 1618

Maria Strick (geboren als Maria Becq, getauft am 23. Juni 1577 in ’s-Hertogenbosch; gestorben im September 1639 ebenda) war eine niederländische Kalligrafin und Lehrerin.

## Leben
Maria Becq wurde am 23. Juni 1577 in ’s-Hertogenbosch geboren. Sie war die Tochter des Schulmeisters Casper Becq (gest. 1606) und heiratete am 3. Juni 1598 in Delft den Schuhmacher Jan oder Hans Strick (1566–1645). Das Paar hatte, soweit bekannt, zwei Söhne und zwei Töchter.
Als sie zwölf Jahre alt war, zog ihre Familie nach Delft. Ihr Vater stammte aus Antwerpen und erhielt 1589 in Delft die Erlaubnis, eine „Francoische en Duytsche“-Schule zu gründen, in der den Schülern Lesen, Schreiben, Chiffrieren und „italienische“ Buchhaltung beigebracht wurden. Auch Maria Becq besuchte diese Schule. Später wurde sie von den Kalligraphen Felix van Sambix (ca. 1533–1642) und Jan van den Velde (1568–1623) unterrichtet, die bei ihrem Vater als Hilfslehrer angestellt waren. Im Jahr 1598 heiratete Maria Becq Jan Strick, der laut Heiratsbuch Schuhmacher war. Auch die Familie Strick stammte aus ’s-Hertogenbosch. Auch nach ihrer Heirat blieb Maria Strick als Lehrerin und Schreiberin mit der Schule ihres Vaters verbunden. 1601 zog die Schule in die Voorstraat um und nach dem Tod ihres Vaters im Jahr 1606 führte Maria Strick die Schule weiter. Ihr Mann, inzwischen ausgebildeter Graveur, gravierte die vier Musterbücher, die Maria Strick anfertigte und die in der niederländischen Schreibausbildung weit verbreitet waren.
Ihr erstes Musterbuch erschien 1606, mit Beispielen auf Französisch, Deutsch, Englisch, Italienisch, Spanisch und einigen auf Niederländisch. In diesem Buch, das sie dem Delfter Rat widmete und das auch sieben Blätter von Van Sambix enthielt, fügte sie ein Akrostichon in ihrem eigenen Namen mit dem Titel zoylisten (böse Redner) hinzu. 1611 wurde Jan Strick von dem Kunsthändler und Maler in Rotterdam Hendrick Crijnsz. Volmarijn mit der Lieferung der Platten für das zweite Musterbuch, das 1611 in Rotterdam veröffentlicht wurde, beauftragt. In Maria Stricks Christelycken ABC wurden alle Beispielblätter auf „Niederländisch“ verfasst. Ihr drittes Buch, Beispielschatz und Ausstellungen verschiedener Schriften, erschien 1618. In ihm findet sich auch ein Porträt von Maria Strick, gestochen von Willem Jacobszoon Delff (1580–1638) nach einem gemalten Porträt von Michiel van Mierevelt (1567–1641). Unterhalb des Porträts befindet sich ein lateinisches Lobgedicht des lutherischen Predigers Hieronymus Hirnius (1590–1648). Maria Stricks viertes und letztes Werk, Fonteyne des levens, erschien 1624. Das war vier Jahre, nachdem sie in Den Haag an einem sogenannten „Federkampf“ teilgenommen hatte, einem Wettbewerb für schönes Schreiben, bei dem sie hinter George de Carpentier den zweiten Platz belegt hatte. Neben den oben genannten Beispielbüchern sind auch Drucke bekannt, für die Maria Strick die Bildunterschriften kalligrafierte, darunter Justitia und Moses, der die Steintafeln vor sich hält.

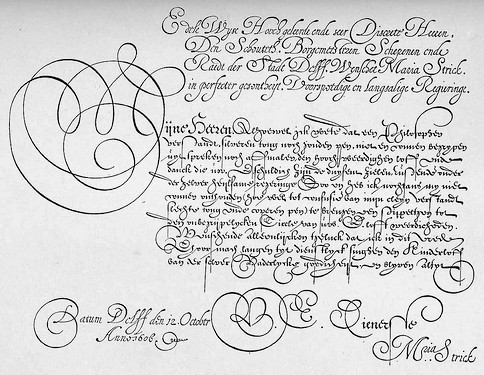
Kalligrafie von Maria Strick

Jan und Maria Strick zogen um 1615 nach Rotterdam. Dort leitete Maria eine französische Schule. 1615 wurden ein Sohn und 1618 eine Tochter lutherisch getauft. Im Mai 1620 kauften sie von Jan van de Velde ein Haus an der Delftse Vaart und vier Jahre später kauften sie einen Garten und Hof hinter dem Haus der Brauerei ’t Lam in Crooswijk. Sie waren in der lutherischen Gemeinde von Rotterdam aktive Mitglieder und wurden in die in diesen Jahren eskalierenden Kirchenkonflikte verwickelt. Der Streit drehte sich hauptsächlich um die Verwendung von Hostien oder Brot während des Abendmahls. Reverend Hirnius war ein Verfechter des Brechens und Essens von Brot. Die Gegenpartei, der Jan und Maria Strick angehörten, wurde von Pfarrer Andreas Nescher (1588–1632), dem ersten lutherischen Pfarrer Rotterdams (1604–1632), angeführt. Als Hirnius am 19. Juli 1625 einen Nescher-Gottesdienst besuchte, kam es danach zu einer Auseinandersetzung, wie aus einer notariellen Urkunde vom 2. August 1625 hervorgeht. Darin gaben Jan, Maria und Beatris Strick an, dass Hirnius in derselben Woche ihr Haus besucht habe, ihm aber von Maria die Tür gezeigt worden sei.
Das Buch der Rotterdamer Waisenhauskammer berichtet über den Tod von Jan Stricks Sohn auf der Delftse Vaart am 30. September 1629. Maria Strick und ihr Mann kehrten wahrscheinlich nicht lange danach nach ’s-Hertogenbosch zurück. Diese Vermutung wird durch den Verkauf des Gartens und Hofes in Crooswijk im Jahr 1630 und des Hauses an der Delftse Vaart im Jahr 1631 bestätigt. Im September 1639 starb Maria Strick in ’s-Hertogenbosch.